# Zombies Ate My Neighbors
Zombies Ate My Neighbors (trad. "Gli zombi hanno mangiato i miei vicini") è un videogioco realizzato dalla LucasArts nel 1993 per Super Nintendo e Sega Megadrive che serve come omaggio e parodia dei film horror di serie B (e non solo), e che racchiude anche un alto numero di riferimenti e omaggi al genere. In alcuni paesi il gioco è conosciuto come Monsters o semplicemente Zombies.
Caratteristica principale del gioco è un'impostazione decisamente umoristica: la grafica è molto colorata e cartoonesca, e i due protagonisti (un ragazzo e una ragazza) combattono miriadi di mostri armati quasi soltanto di oggetti comuni quali pistole ad acqua, estintori, lattine di bibite gassate e posateria. Per quanto riguarda l'elemento delle citazioni, si può dire che i mostri nemici comprendano quasi tutte le tendenze dei film dell'orrore nei vari periodi storici: fra gli altri, oltre agli zombi del titolo, si va dai mostri "classici" (licantropi, mummie, vampiri e uomini artificiali) a creature tipiche dei film anni '50/'60 quali formiche giganti, blob, uomini pesce (in stile Il mostro della laguna nera) e marziani macrocefali, per finire con maniaci omicidi armati di motosega (accetta in alcune versioni del gioco) in stile Non aprite quella porta, simil-Tremors e bambolotti assassini.
Esiste un seguito del gioco, chiamato Ghoul Patrol, dai toni leggermente più cupi e meno umoristici rispetto a questo.
Un altro gioco prodotto dalla LucasArts per la PlayStation, Herc's Adventures, è basato sullo stesso motore di questo gioco e ha anche somiglianze nello stile grafico e nel gameplay. Sia Zombies Ate My Neighbors e Ghoul Patrol sono stati rilasciati in digitale il 29 giugno 2021 per PlayStation 4, Xbox One, Nintendo Switch e Microsoft Windows.

## Modalità di gioco
Le aree di gioco (48 livelli, più alcuni livelli bonus) sono impostate secondo una prospettiva dall'alto pseudo-isometrica; scopo del gioco è salvare tutte le persone indifese che si incontrano nei livelli dall'assalto dei mostri (per salvarle è sufficiente passarci sopra).
Il più delle volte le persone (la cui posizione è indicata da una mappa nell'angolo in basso a destra dello schermo) rimangono immobili, mentre alcune vagano nei dintorni. Una volta salvate tutte le persone di un livello, si aprirà una porta che condurrà al successivo; la partita termina quando il giocatore esaurisce le sue tre vite oppure quando non è rimasto più nessuno da salvare, dato che il numero di persone presenti in un livello è condizionato dal numero di quelle che sono state salvate nel precedente (ad esempio, il numero massimo di persone è 10: se ne muoiono 3, nel livello successivo ce ne saranno 7 e così via). Ogni 40.000 punti viene aggiudicata una persona in più da salvare.
La difficoltà dell'impresa è dovuta alla conformazione labirintica della maggior parte dei livelli, oltre che al comportamento dei mostri che si accaniranno immediatamente contro gli inermi cittadini non appena questi sono presenti su schermo.
In alcuni livelli sarà inoltre presente un boss che dovrà essere sconfitto prima di poter accedere al livello successivo.
L'ultimo livello dopo il boss finale, allo scopo di mostrare i crediti, è ambientato negli uffici della LucasArts e vi si incontrano personaggi che raffigurano i vari impiegati della software house, oltre che George Lucas stesso.

### Oggetti e bonus
All'inizio del gioco si è dotati solo di una pistola ad acqua e un kit di pronto soccorso, ma vagando per le ambientazioni sarà possibile raccogliere un gran numero di oggetti differenti indispensabili per poter proseguire.
- Armi: la maggior parte degli oggetti che si trovano sparsi per i livelli sono armi in senso lato, mentre alcuni come il bazooka lo sono anche in senso stretto. Tra i primi possiamo citare pomodori, piatti, ghiaccioli, estintori, posate, lattine di bibite gassate, tosaerba, croci magiche, pistole aliene e altro ancora. Alcune armi sono particolarmente efficienti contro determinati nemici, spesso in relazione alle storie che li riguardano: per esempio, le posate d'argento sono letali contro i licantropi, i quali possono essere uccisi secondo tradizione da un proiettile di quel metallo.
- Kit di pronto soccorso: per riacquistare energia.
- Pupazzo clown gonfiabile: questi pupazzi gonfiabili servono a distrarre i mostri, che assaliranno loro anziché i cittadini o il giocatore. È possibile averne un massimo di tre su schermo.
- Chiavi: per aprire le porte. La chiave contrassegnata con un teschio apre solo le porte nere con il disegno di un teschio.
- Scarpe da ginnastica: per correre più velocemente.
- Vaso di Pandora: uno scrigno dorato che danneggia tutti i mostri su schermo.
- Pozioni: le pozioni hanno un effetto temporaneo differente a seconda del colore:
  - il giocatore diventa trasparente e invisibile e invulnerabile ai mostri, oltre che in grado di camminare sull'acqua.
  - il giocatore si trasforma in un enorme mostro umanoide indistruttibile, in grado di uccidere i nemici e abbattere muri e porte a mani nude. In questo stato non è però in grado di nuotare o saltare sui trampolini.
- Esiste una pozione segnata con un punto interrogativo, che provoca un effetto casuale sul giocatore. Tra gli effetti ci sono i due citati in precedenza e i seguenti:
  - non succede nulla
  - il giocatore perde energia
  - il giocatore guadagna energia
  - il giocatore corre più veloce
  - il giocatore diventa una specie di zombi: lo sprite è uguale ma con i colori modificati, i controlli non rispondono più correttamente (le direzioni del personaggio ogni tanto si invertono rispetto alla pressione dei tasti direzionali sul pad) e, soprattutto, quando entra in contatto con i cittadini in questo stato li ucciderà invece che salvarli.

## Colonna sonora
La musica dei livelli di castelli inizia con l'introduzione di Dies Irae, canto gregoriano.